# Las Cabañas de Castilla
Las Cabañas de Castilla es una localidad española del municipio de Osorno la Mayor, perteneciente a la provincia de Palencia, en la comunidad autónoma de Castilla y León. Está ubicada en la comarca de Tierra de Campos.

## Geografía
Está situada a una distancia de 5.56 km de Osorno, cabeza de Ayuntamiento, y a 2 km de Santillana de Campos, por la cual se accede desde la carretera N-611, A-67.
- Altitud: 806 msnm
- Latitud: 42° 21' N
- Longitud: 04° 22' W
- Código Ine: 34901
- Código Postal: 34469

## Toponimia
Antiguamente fue conocido como las Cabannas.
La palabra Cabañas tendría su origen en que los primeros habitantes del lugar vivían en cabañas de barro, piedra y madera. Dos pueden ser los orígenes:
Su nombre puede tener su origen en las antiguas cabañas o lugares de descanso y refugio que los pastores usaron en los tiempos de trashumancia, aunque parece que la antigüedad de Las Cabañas es anterior.
Y por otra parte de las cannabae legionis
La palabra latina cannaba hace referencia a un tipo de construcción ligera, fácil de montar y desmontar en consonancia con la mayor o menor provisionalidad. Estas cannabae establecían un vecinazgo con las legiones romanas y sus unidades de auxilia y en muchos casos fueron evolucionando hasta convertirse en poblaciones fijas, dependiendo del campamento cercano y con edificios más sólidos y pétreos que compartían con los soldados, fueran de cohortes auxiliares (castellum) o legionarios veteranos que habían establecido connubium con mujeres extranjeras y transmitían a sus hijos ex castris la cualidad de ciudadanía. La cannaba fue un elemento fundamental para la supervivencia de los soldados y no se entiende la una sin el otro.
En  Hispania al final de las guerras cántabras cuando se van estabilizando las fronteras vendrá la oportunidad de establecer asentamientos más definitivos y por tanto, la posibilidad de una mayor relación entre las tropas romanas y las cannabae situadas a su alrededor.
Los milites en las cannabae se quedaban junto a esas guarniciones, en este caso del cercano oppidum romano de Dessobriga,
situada en la calzada romana de Hispania in Aquitania, eje que unía Astorga con Burdeos, la llamada Vía Aquitana.

## Historia
Hasta la reforma de la nomenclatura municipal de 1916 el municipio se llamaba simplemente Las Cabañas. En dicha fecha su nombre fue modificado por el de Las Cabañas de Castilla.
En 1973 Osorno, Las Cabañas de Castilla y Villadiezma se fusionan para formar el municipio conocido como Osorno la Mayor, con capital en Osorno.
En 1350, en el becerro de behetrías,(censo que manda hacer Pedro I) “Las Cavañas”, es lugar solariego de Joan Rodríguez de Sandoval, de Joan Rodríguez de Porres, de Diego Ordóñez de Castrejón y de Ruiz Díaz hijo de Ruiz Díaz de Abanades.
Joan Rodriguez de Sandoval Casado con Juana de Castañeda hermana de Diego Gómez de Castañeda.
Era el más poderoso hombre en vasallos y lugares entre los Sandoval, en tiempos de Alfonso XI, según el libro Becerro.
En la merindad de Cerrato y Monzón tenía los lugares de:
Vellosiello, Villanueva de Gonzalo García, Pinel de Yuso, Castril de López Díaz, Peral de Palenzuela, Cuevas de Riofranco, Antigüedad, Valverde, Villalba de Terrados, Terrados, Valtanás, Forniellos, Valdecañas de Yuso, Valdecañas de Suso, Villacamero con Fontanal, Ferrera cerca de Palenzuela, Villaguejo de Palenzuela, Castillejo de Villarejo, Moralquintana de la Puente, Villaondrado, Villavista, Torquemadas, Quintana Sandino, Fuente el Salce, Val de Olmillos, Fuentes de Val de Pero, las Cavañas, Santyllana, Osorno de Formiguero, Abanes de Yuso, Abanes de Enmedio, Abanes de Suso, San Llorente de Pisuerga, Castril de Pisuerga, Soto Venado.
La casa Sandoval pasa a su hermano Alvar Díaz Sandoval (enterrado en la capilla mayor de Osorno)

### Castillo de las Cabañas
La torre-castillo de Las Cabañas, se muestra aislada, rodeada de una muralla cuadrada sin cubos, típica del noroeste, completa de saeteras y troneras, la torre tiene un talud de gran tamaño en la parte baja y otro de pequeño tamaño en la mitad de la misma, desde donde nacen cuatro garitas,  una en cada esquina,  la sillería de excelente calidad sirve de revestimiento para tapias de un grosor inmenso, superando los cuatro metros. Por dentro hay un pozo, y las ventanas tienen los clásicos poyos laterales del siglo XV, rematadas dos de ellas en su parte baja con tronera. Está rematada en su última planta con una bóveda ojival, de perfil gótico, reforzada con dos arcos fajones.
En la parte alta de la fachada figuran cuatro escudos uno en cada lienzo, con las armas del apellido Castañeda.
Siguiendo los estudios de Edward Cooper, podemos deducir que es obra de Fernán Gómez de Marañón, que fue llamado por los Reyes Católicos como maestro de obras del alcázar de Almería.
La construcción del castillo está ligada como hemos dicho a la familia Castañeda.
El origen familiar del señorío de Castañeda. 
- 1.º Sr. De Castañeda. Gutiérrez Rodríguez de Asturias (de Santillana). Hijo del duque de Asturias y conde de Oviedo Rodrigo Díaz “el asturiano” (llamado así para diferenciarlo de su primo y cuñado "el castellano", Rodrigo Díaz, el Cid) y de la Infanta Jimena de Carrión, fue el primer Señor de Castañeda por haber casado con una señora de la antigua y poderosa casa de los López de Haro, que tenía en Señorío el valle de Castañeda.
- 2.º Sr. De Castañeda. Muño Gutiérrez de Asturias casado con Sancha de Castilla hija de Alfonso VI
- 3.º Sr. De Castañeda. Gómez Muñoz de Castañeda
- 4.º Sr. De Castañeda. Diego Gómez de Castañeda casado con su tía, Mayor Álvarez de las Asturias (de Santillana)
- 5.º Sr. De Castañeda. Pedro Díaz de Castañeda
- 6.º y último  Sr. De Castañeda. Diego Gómez de Castañeda (Vende sus derechos sobre el señorío a Alfonso XI, para su hijo D. Tello conde de Vizcaya y Aguilar), Hasta aquí el señorío de los Castañeda y tendrá lugar la creación del Condado de Castañeda perteneciente a otra familia.

Nos centraremos en el 4.º Sr, de Castañeda, Diego Gómez de Castañeda que tuvo dos hijos, el ya mencionado Pedro Díaz de Castañeda y Muñoz Díaz de Castañeda, ambos fueron almirantes de Castilla por agradecimiento del Rey a sus antepasados.
- Muñoz Díaz de Castañeda casado con María de Haro
- Gonzalo Muñoz de Castañeda casado con Juana Carrillo Sra.  de Hormaza
- Alfonso Muñoz de Castañeda casado con María de Guzmán

Formaron mayorazgo el 6 de mayo de 1458. El fundador pereció valientemente en San Esteban de Gormaz. Su hijo muere joven y sin descendencia y como estaba previsto, debería haberle sucedido su hermana María
- Gonzalo Muñoz de Castañeda (bastardo),

Se hace con el mayorazgo de su hermana. El carácter violento de éste se manifestó constantemente en su actuación, tanto con sus vasallos, entre los que dejó muy mal recuerdo, como en su fuerte batallar frente a los Reyes Católicos por lo que tuvo que huir a Portugal. Antes de marchar a Portugal, devolvió los bienes para no aventurar el mayorazgo, tras diez años de detentarlos, más tarde le fueron devueltas Cabañas, Portillejo, Villovieco, y Villabiedma (probablemente la actual Villadiezma), según una notificación real del hecho a todas las autoridades, dada en Toledo el 30 de enero de 1480.
Mandó ser enterrado en su capilla de San Agustín de Burgos donde su sepulcro tenía el escudo de los Castañeda y por orla los castillos de los Carrillo., el mayorazgo pasa a su hijo
- Alfonso Muñoz de Castañeda casado con Catalina de Zúñiga
- Juan de Castañeda y Zuñiga casado con Catalina dela Mota
- María de Castañeda y Zuñiga (hermana) casada con Francisco de Velasco
- Juan de Velasco casado con Inés de la Sierra, murió sin sucesión

### Vizcondado de Cabañas
- Fernando Gaspar de la Riva(Herrera) y Acevedo, I vizconde de Cabañas 1664 por Felipe IV, I marqués de Villatorre 1673 por CarlosII

Nacido en Santander en 1614,  caballero de Santiago, señor de las casa de Herrera en Heras, de los Riva-Herrera en Gajano y de Acebedo en Termino, Merino o Alguacil Mayor de Trasmiera, Veedor General de los Ejércitos, Alcalde Mayor del Castillo de Hano de la Villa de Santander, señor de Las Cabañas y del Concejo de Contaduría de las Reales Armadas  del Océano.
(Por Real Resolución de 15 de octubre de 1631 y Real Cédula  de 3 de julio de 1664 dispuso Felipe IV, que siempre que se otorgara un título de marqués o de conde, debía ir precedido por la concesión previa de un vizcondado, con igual o distinta denominación a la del marquesado o condado de que se tratara; estos vizcondados previos, debían quedar automáticamente cancelados, salvo que el monarca lo dispusiera en contrario.)
- Fernando de la Riva-Herrera Gómez Esprila, II vizconde de Cabañas, II marqués de Villatorre
- Fernando de la Riva-Herrera y Rivero, III vizconde de Cabañas, III marqués de Villatorre
- Bernarda Teresa de Bergaño Arredondo y de la Riva-Herrera, IV vizconde de Cabañas, IV marqués de Villatorre
- Antonio Bustamante Bergaño, V vizconde de Cabañas, V marqués de Villatorre
- Antonia de Bustamante y Alsedo, VI vizconde de Cabañas, VI marqués de Villatorre
- Felipe Bustamante y Bustamnate, VII Marqués de Villatorre
- Antonio Bustamante Vélez de la Guerra, VIII marqués de Villatorre
- Ramón Bustamante y Campaner, IX marqués de Villatorre
- Antonio Mariano Bustamante y Campaner, X marqués de Villatorre
- Antonio Bustamante y Casaña, XI marqués de Villatorre
- Ramón Bustamante Y Casaña (hermano), XII marqués de Villatorre
- Antonio Bustamante y Polo de Bernabé, XIII marqués de Villatorre
- Alfonso Bustamante y Casaña, VII vizconde de Cabañas

D. Alfonso hereda la propiedad del castillo y las tierras de la villa, solicitando la  rehabilitación  del vizcondado que es concedida por Alfonso XIII. En este momento la villa y su castillo se desvincula del marquesado 
(A  mediados del siglo XIX proliferaron las solicitudes para rehabilitar muchos de estos títulos de vizconde, prosperando bastantes de aquellas pretensiones, al determinarse por Real Decreto de 1 de octubre de 1858, que en lo sucesivo, podrían y deberían concederse marquesados y condados sin ir precedidos por un previo vizcondado, y que los así llamados, y por tal razón cancelados, podían obtener el levantamiento de su caducidad, por lo que muchos de aquellos títulos de vizconde volvieron a tener vigencia adquiriendo transmisibilidad hereditaria)
- Álvaro Bustamante y Polo de Bernabé , VIII vizconde de Cabañas, XIV marqués de Villatorre

Alfonso Bustamante y Casaña, casó con María Dolores Pintó y Lara. Le sucedió, en 1957, su hija: Margarita Bustamante y Pintó, "VIII vizcondesa de Cabañas" que casó con Nicolás Gereda y Velarde. Se anuló la Real Carta de Sucesión del título ese mismo año de 1957, otorgándose el título, en 1962 a su primo Álvaro Bustamante y Polo de Bernabé. Doña Margarita pierde el título de Vizcondesa de Cabañas, pero no sus propiedades en la villa y el castillo, que desde este momento se desvincula del vizcondado
- Ramón Bustamante de la Mora, IX vizconde de Cabañas, XV marqués de Villatorre

## Geografía humana

### Demografía
| Gráfica de evolución demográfica de Las Cabañas de Castilla entre 1842 y 1970 |
| |
| Población de derecho según los censos de población del INE. Población de hecho según los censos de población del INE.En estos Censos se denominaba Las Cabañas: 1842, 1857, 1860, 1877, 1887, 1897, 1900 y 1910. Entre el Censo de 1981 y el anterior, este municipio desaparece porque se agrupa en el municipio 34901 (Osorno la Mayor). |

Evolución de la población en el siglo XXI
| Gráfica de evolución demográfica de Las Cabañas de Castilla entre 2000 y 2020 |
|                                                                               |
| Población de derecho (2000-2020) según el padrón municipal del INE            |

## Patrimonio

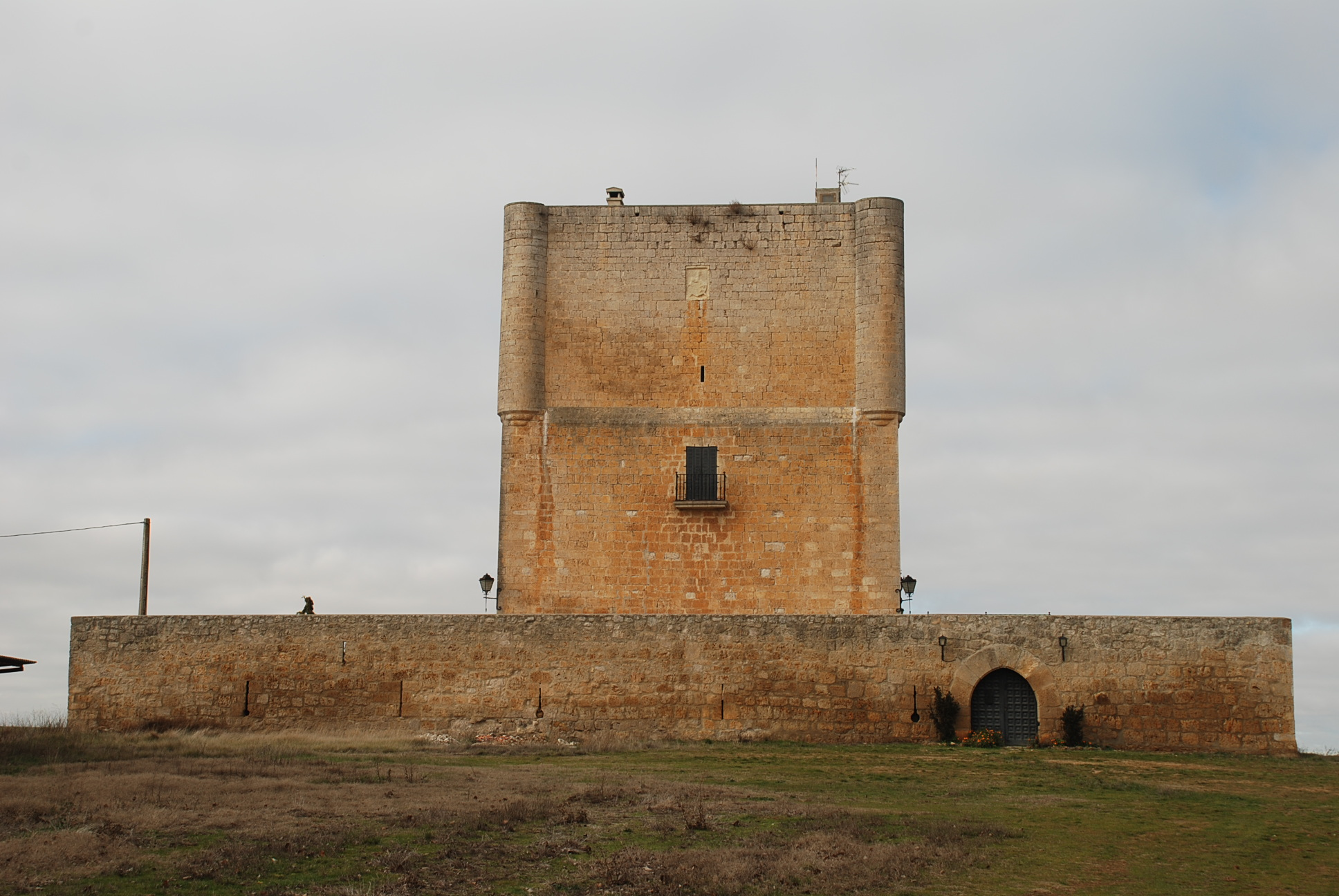
Castillo de Las Cabañas de Castilla.

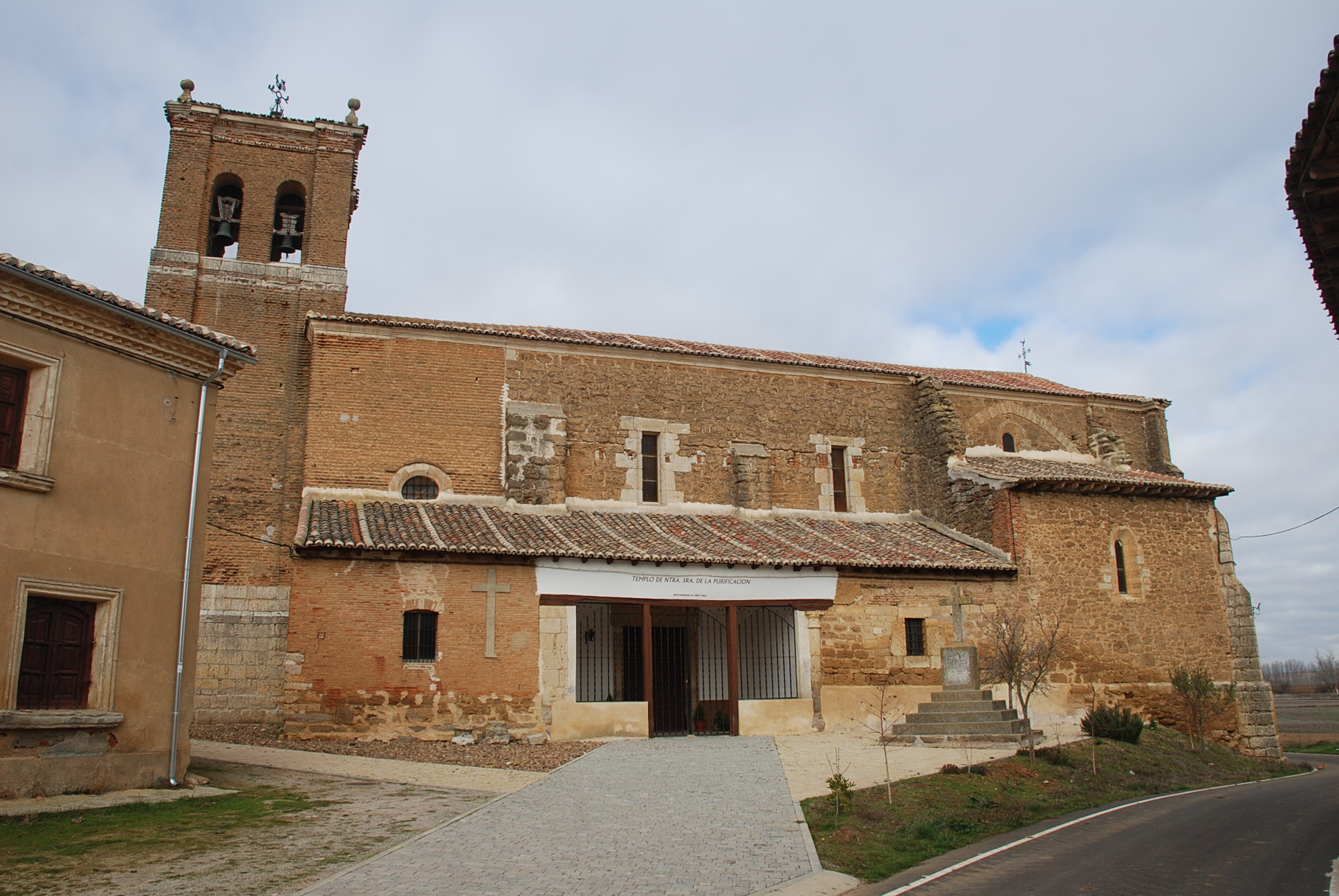
Iglesia.

### Patrimonio y datos de interés
Iglesia de Nuestra Señora de la Purificación, restaurada en el año 2003.
Castillo de Las Cabañas: Una torre señorial de redondeadas esquinas, que vigila la llanura
Puente del Canal de Castilla camino de  Osornillo,
Acueducto del río Vallarna y la esclusa 15, camino de Osorno,
Acueductos de los arroyos “Fuente S. Pedro”, “Valdéalas” y “Valdegara”, que debido a su escaso caudal, permite ser utilizado como camino y pasar bajo el Canal, en la dirección de Requena de Campos.
Estación de ferrocarril fuera de servicio de la línea Palencia-Santander de RENFE.

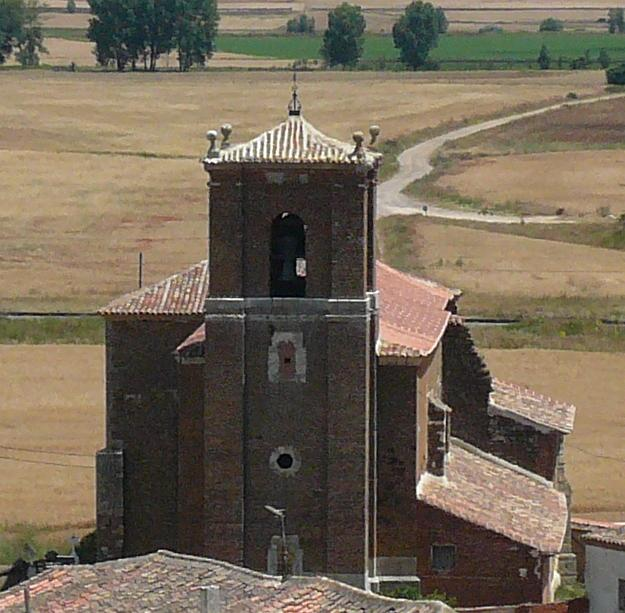
Detalle de la torre de la Iglesia, reconstruida en el

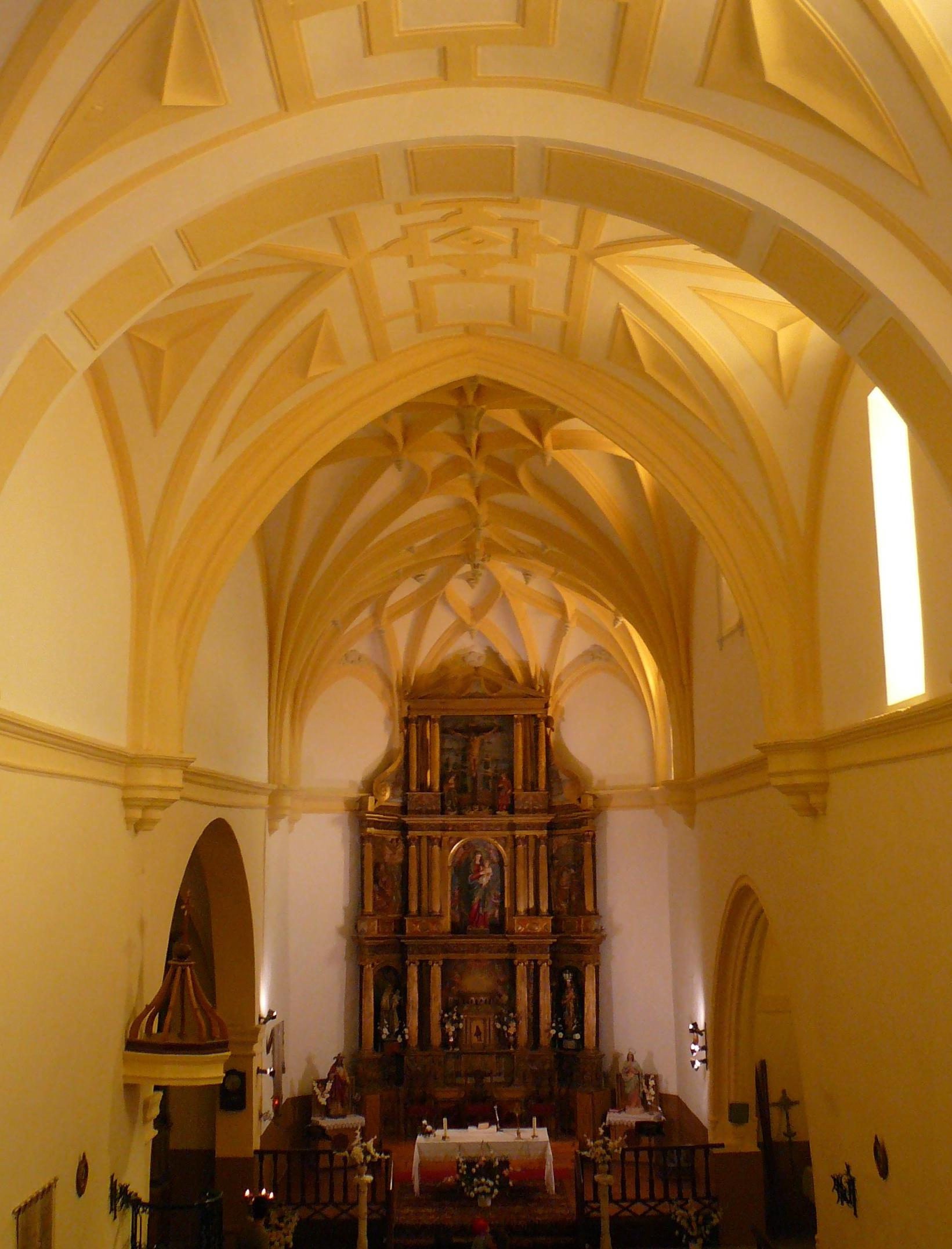
Vista del interior de la iglesia con su cruceria gótica

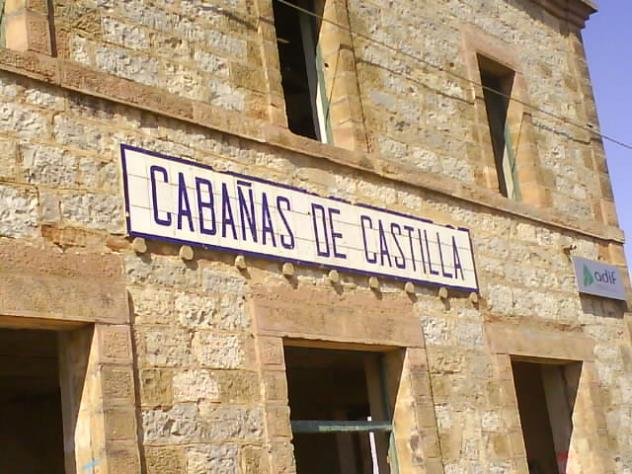
Estación de Las Cabañas

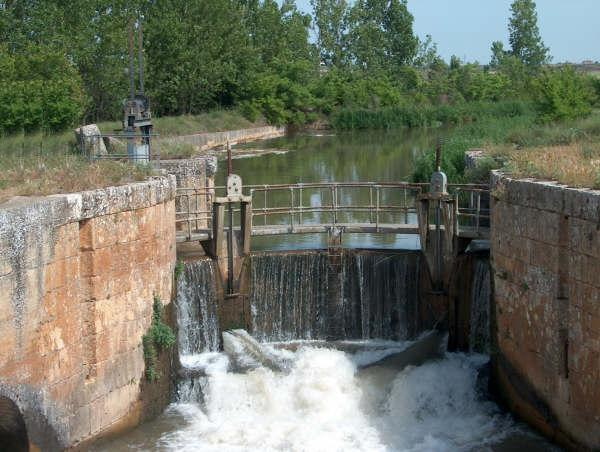
Esclusa n.º 15, entre Cabañas y Osorno

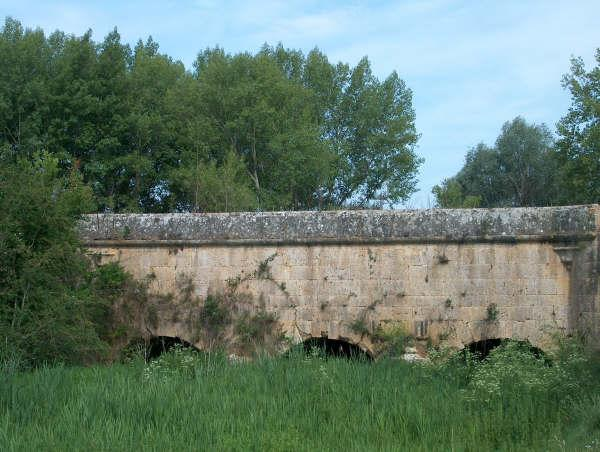
Acueducto sobre el río Vallarna, entre Cabañas y esclusa n.º 15

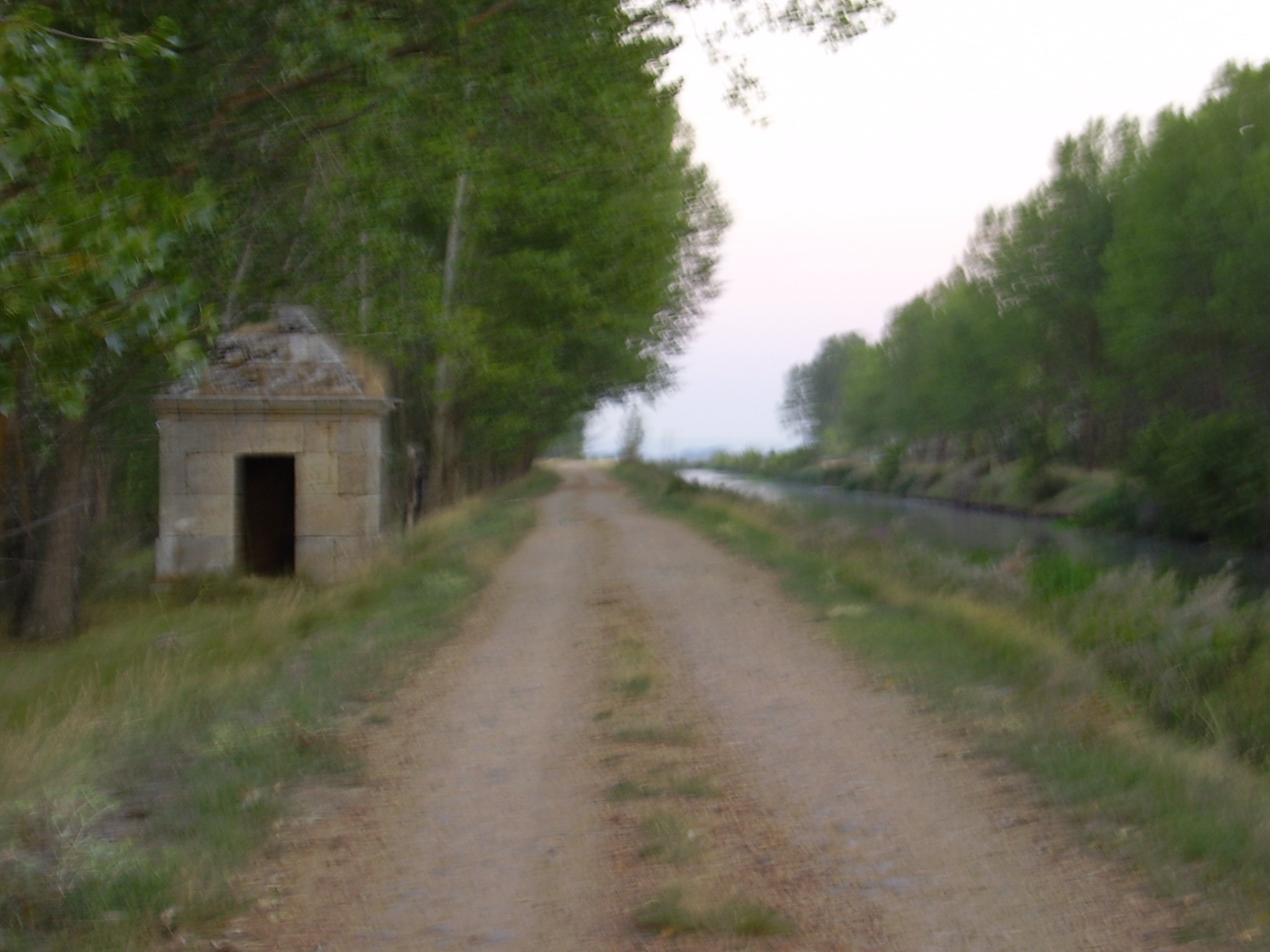
Camino de sirga a su paso por Cabañas

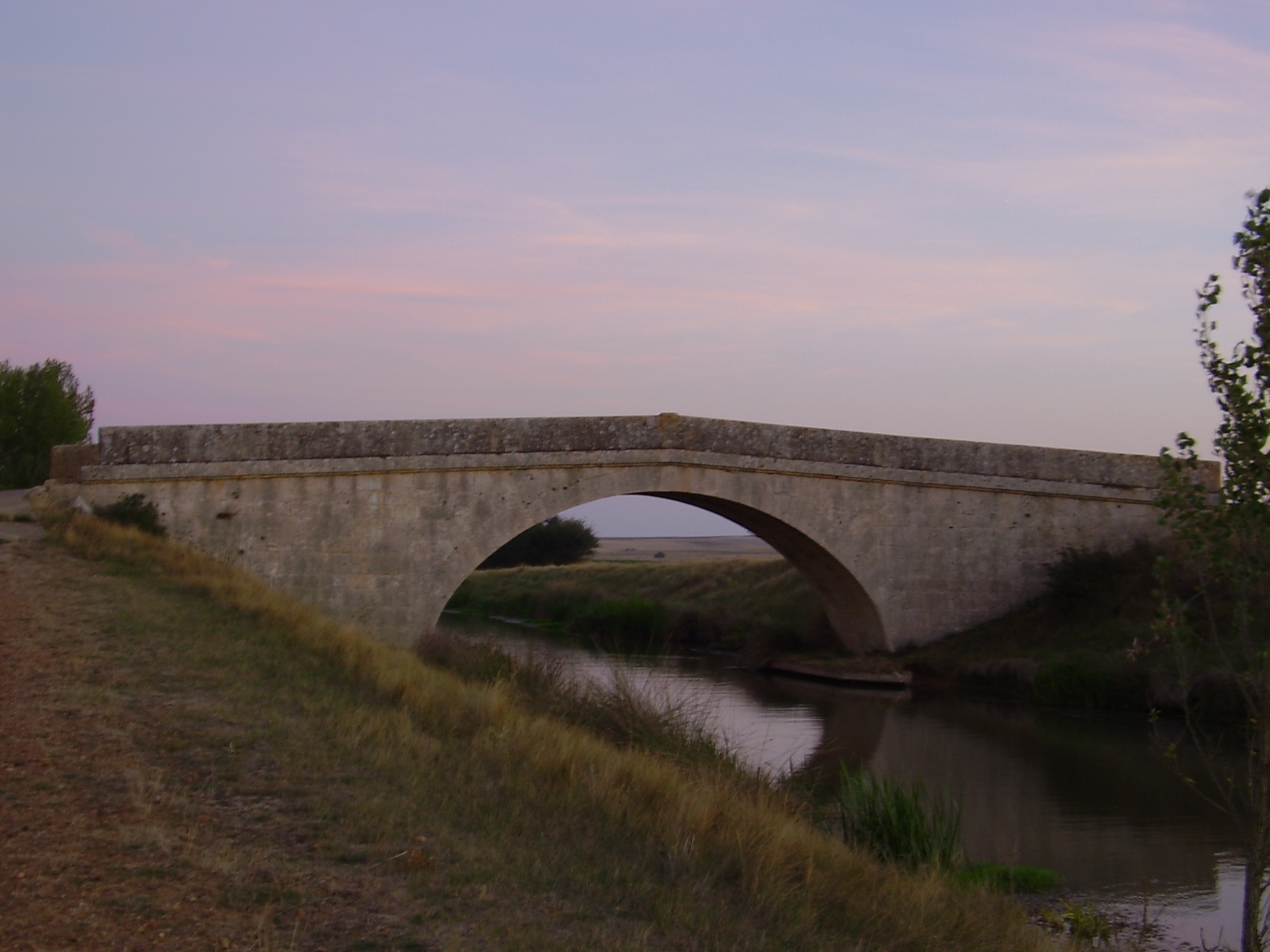
Puente de Cabañas, sobre el Canal de Castilla

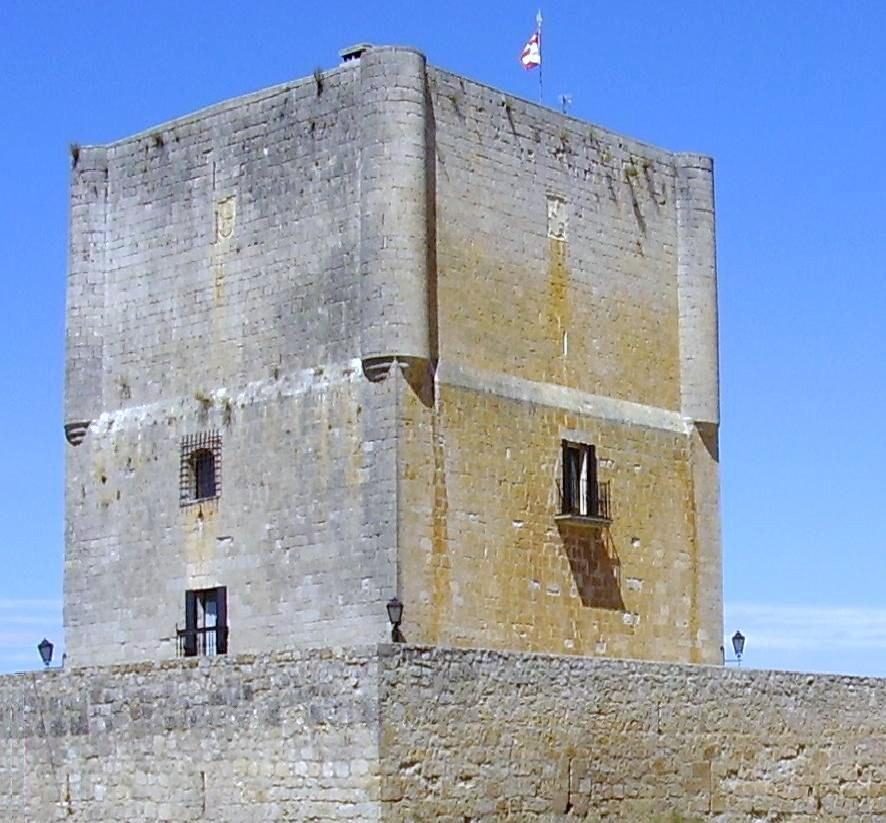
Detalle de la Torre

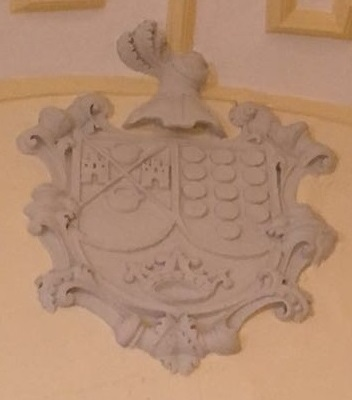
Escudo situado en la capilla de la iglesia, con los calderos y castillos de los Riva-Herrera y los trece roeles de los Bustamante, y en la parte baja la corona de cuatro florones de marquesado

Camino Lebaniego Castellano.

### Fiestas

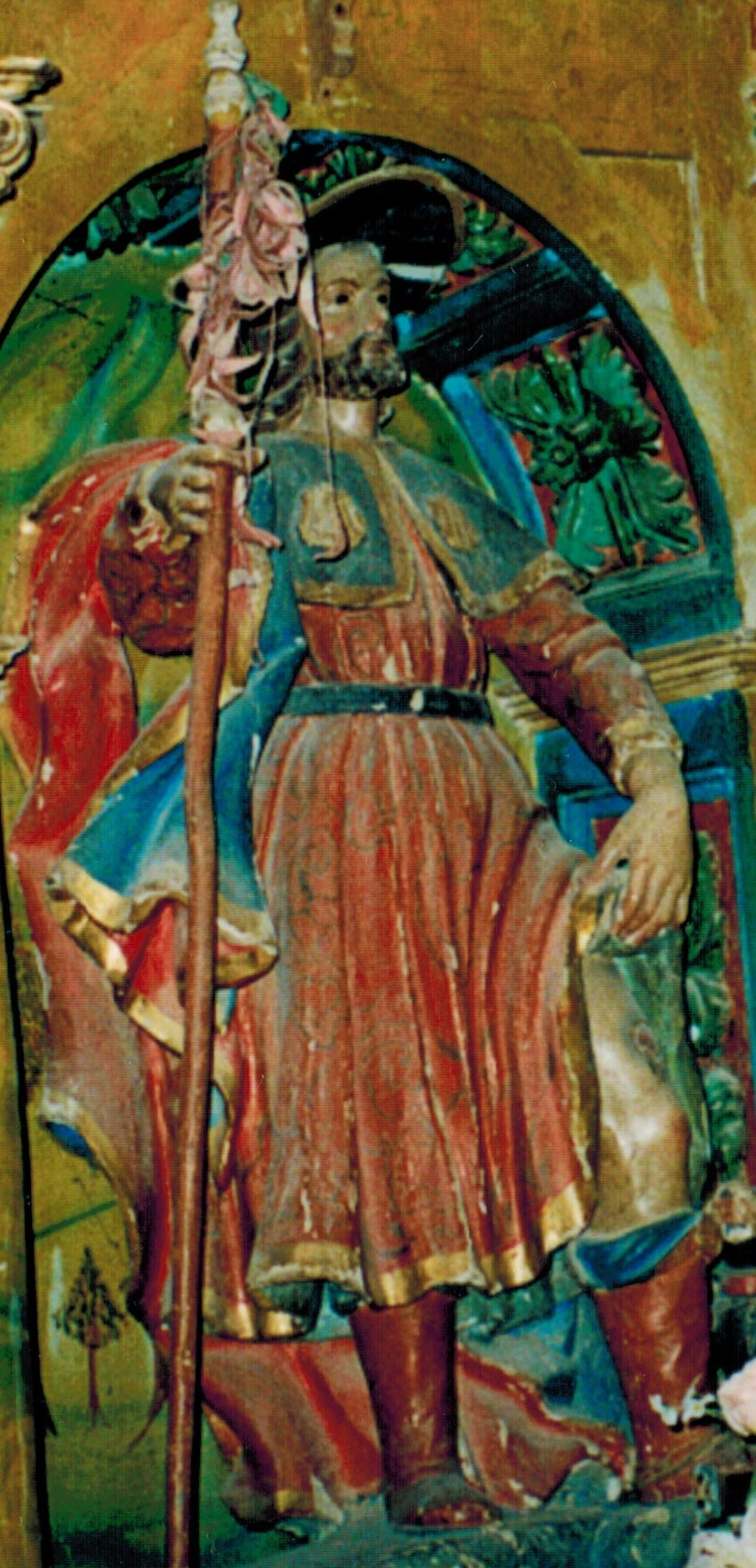
San Roque

Nuestra Señora del Rosario el primer domingo de octubre, que sustituyó a la fiesta original de Nuestra Señora de la Purificación, advocación a la que esta dedicada la parroquia.
En los últimos años se viene celebrando la fiesta de verano alrededor del 16 de agosto, día de San Roque patrón de los peregrinos, al que está dedicada la capilla de la iglesia, siguiendo la tradición y relación con los peregrinos en esta zona que iban por la Carrera Francesa, antigua Vía Aquitania, origen del Camino de Santiago y que hoy en día se está recuperando como Camino de Santiago Vía Aquitania.

## Personas notables
- Ildefonso González Gil (Cabañas de Castilla 15-09-1909, París 27-10-1989), periodista y militante anarquista.